# Argentina International 2015
Die Argentina International 2015 im Badminton fanden vom 8. bis zum 11. Oktober 2015 in Neuquén statt.

## Sieger und Platzierte
| Disziplin    | Gold                                 | Silber                               | Bronze                         |
| ------------ | ------------------------------------ | ------------------------------------ | ------------------------------ |
| Herreneinzel | Bjorn Seguin                         | Lino Muñoz                           | David Obernosterer             |
| Herreneinzel | Bjorn Seguin                         | Lino Muñoz                           | Howard Shu                     |
| Dameneinzel  | Elisabeth Baldauf                    | Lohaynny Vicente                     | Haramara Gaitan                |
| Dameneinzel  | Elisabeth Baldauf                    | Lohaynny Vicente                     | Fabiana Silva                  |
| Herrendoppel | Job Castillo Lino Muñoz              | Daniel Humblers Bastian Lizama       | Lucio Coronato Serafín Zayas   |
| Herrendoppel | Job Castillo Lino Muñoz              | Daniel Humblers Bastian Lizama       | Javier de Paepe Martin Trejo   |
| Damendoppel  | Haramara Gaitan Sabrina Solis        | Florencia Bernatene Daiana Garmendia | Ana Montefinale Micaela Suárez |
| Mixed        | David Obernosterer Elisabeth Baldauf | Alex Tjong Lohaynny Vicente          | Lucio Coronato Ana Montefinale |
| Mixed        | David Obernosterer Elisabeth Baldauf | Alex Tjong Lohaynny Vicente          | Bjorn Seguin Mariana Ugalde    |